# Drozd oliwkowy
Drozd oliwkowy (Turdus obscurus) – gatunek średniej wielkości ptaka z rodziny drozdowatych (Turdidae), występujący w Azji. Sporadycznie zalatuje do Polski. Nie jest zagrożony.

## Systematyka
Po raz pierwszy zgodnie z zasadami nazewnictwa binominalnego gatunek ten opisał Johann Friedrich Gmelin w 1789 w 13. edycji linneuszowskiego Systema Naturae. Autor nadał mu nazwę Turdus obscurus, a jako miejsce typowe wskazał syberyjskie lasy za jeziorem Bajkał. Wcześniej, w 1783 drozda oliwkowego opisał John Latham, jednakże określił jedynie jego angielską nazwę zwyczajową: Dark Thrush.
Jest to gatunek monotypowy.

## Zasięg występowania
Drozd oliwkowy zamieszkuje środkową i wschodnią Syberię po Kamczatkę i Sachalin. Wędrowny; zimuje od północno-wschodniej części subkontynentu indyjskiego po Tajwan, Filipiny i Wielkie Wyspy Sundajskie (Indonezja).
Do Polski zalatuje sporadycznie – stwierdzony 9 razy, w tym zaledwie 3 razy od początku XX wieku. Ostatnie stwierdzenie miało miejsce w 2004 roku w Stubnie w woj. wielkopolskim, zaobserwowano wówczas dwa osobniki.

## Charakterystyka
Wygląd zewnętrznyNieco mniejszy od drozda śpiewaka. Samiec ma ciemnoszarą głowę, białe brwi, czarny kantarek i białą nasadę dzioba. Grzbiet i skrzydła są koloru brązowego, pokrywy podskrzydłowe płowoszare. Pierś i boki pomarańczowe, natomiast spód ciała biały. Samce w szacie spoczynkowej i samice bledsze, z oliwkowobrązową głową i karkiem, ochrowymi bokami i jasnym gardłem. We wszystkich szatach żółte nogi i ciemny dziób z żółtą nasadą dolnej części.
Rozmiarydługość ciała 21–23 cm, rozpiętość skrzydeł ok. 36–38 cm; masa ciała 61–117 g
GłosOdzywa się cienkim „tsii”. Śpiew fletowy, podobny jak u paszkota.
ZachowaniePodczas wędrówek i na zimowiskach często tworzy małe stada.

## Środowisko
Gęste lasy iglaste i tajga, ponadto zadrzewienia mieszane, obszary rolnicze i ogrody.

## Pożywienie
Głównie owady i ich larwy oraz inne bezkręgowce zbierane na ziemi, a także jagody.

## Lęgi
GniazdoNa drzewie.
JajaSamica składa 4–6 jaj.

## Status i ochrona
Gatunek nie jest zagrożony według danych IUCN (status LC – Least Concern). Liczebność światowej populacji nie została oszacowana, ale ptak ten jest dość pospolity lub pospolity na większości zasięgu występowania. Trend liczebności populacji nie jest znany.
W Polsce objęty jest ścisłą ochroną gatunkową.